# 斯圖加特21

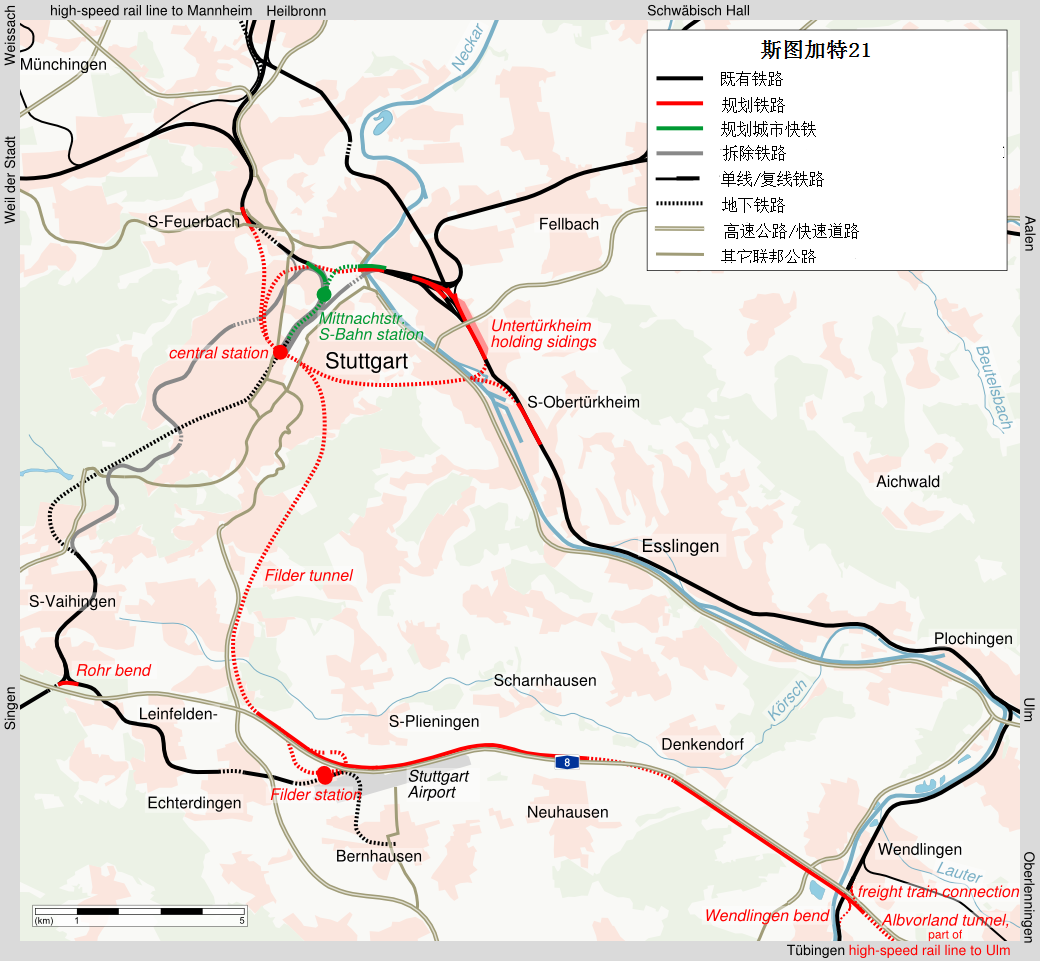
斯圖加特21工程簡圖

「斯圖加特21」（德語：Stuttgart 21）是一項在德國巴登-符腾堡州司徒加特市進行中的鐵路交通重組工程，其中最重要的部分是將斯图加特火车总站，由一個終點站改建為地下貫穿式車站，以連接泛欧高速铁路网網絡。新火车总站將會建在原有車站的北端，而新的車站軌道將會和舊站軌道呈90度直角。舊站的港灣式月台將會改建，而工程預計會保留大部分原有車站大樓。
官方計畫認為該工程歐洲高鐵網絡現代計畫的一部分，以改善斯圖加特連接到巴黎、維也納及最終到布達佩斯的鐵路聯繫，意圖將斯圖加特建成為「歐洲的新中心」(德語：Das neue Herz Europas)。
重建工程在2010年2月2日正式開工，備受斯圖加特市民抗議阻撓。然至2010年9月底，當地警方更曾動用水砲和胡椒噴霧對付反對工程的示威者。
計劃預計於2025年啟用（2019年估計）而起初預計為2019年（2010年估計）。

反對工程的標誌

## 概念
斯圖加特21的主要工程是在斯圖加特的中央峽谷建造新的地面和地下鐵路線，連接現有的鐵路線，令區域列車可以中途停靠斯图加特火车总站，而無須進入火车总站作為總站再調頭離開。工程計劃還包括興建費德隧道，以連接火车总站和服務斯圖加特機場和司徒加特貿易展覽中心的斯圖加特機場長途站。而這些新線將會和文德林根－烏爾姆高速鐵路（Neubaustrecke Wendlingen–Ulm）連接。而暫時存放列車的軌道則設在斯圖加特－下圖克海姆（Stuttgart-Untertürkheim）。斯圖加特21在當局規劃中，將會成為斯圖加特－奧古斯堡新線（Neu- und Ausbaustrecke Stuttgart–Augsburg）的一部份。而整個斯圖加特21工程是分別由德國鐵路（Deutsche Bahn，DB）和斯圖加特市區重建部門負責。
而工程的財務協議，在2009年4月2日由巴符州州長金特·厄廷格、德國聯邦交通部長沃尔夫冈·蒂芬泽和德鐵董事斯特凡·加伯簽署。其後在同年11月23日當局宣布，工程將會在2010年2月展開，並保證工程總開支不會超過45億歐元。

## 歷史沿革

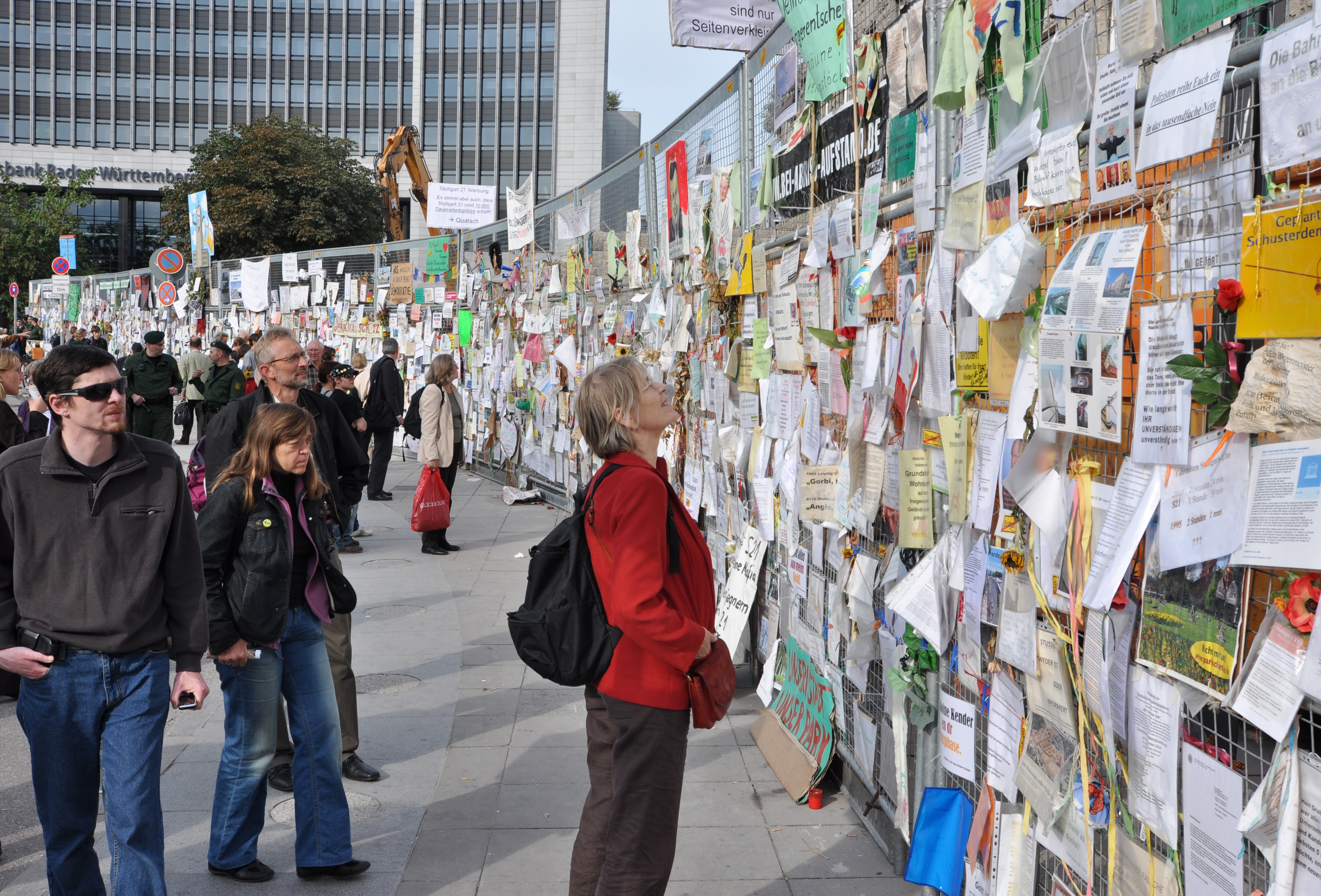
工地圍欄上的抗議標語

早在1980年代，就有人提出將斯图加特火车总站改建為貫通式車站，然而斯圖加特21計劃甫一提出，就成為政客和市民黨中的爭議事件。而計劃的高成本也是各方角力的一大問題，早在2006年底，德鐵、德聯邦政府、巴符州政府和斯圖加特市政府就開始就建造成本的攤分進行談判。在2007年6月28日，時任德國鐵路總裁哈特穆特‧梅多恩、巴登-符騰堡州財政部長盖哈德·斯拉特豪斯及斯圖加特市長沃尔夫冈·舒斯特舉行高層會談討論該問題，但此次會議未能達成協議。
延至同年7月19日，德國聯邦政府、巴登-符騰堡州政府和德國鐵路宣布就財政安排達成協議，德國鐵路出資11.15億歐元，巴登-符騰堡州政府出資6.85億歐元，德國聯邦政府則出資5億歐元，還有其他未公布的資金來源。協議規定各方在現有28億歐元的預算外，必要時需額外多出資10億，當中巴符州府出資可能需出資7.8億，德鐵曾諾最多再多出2.2億。而根據官方公布，連接烏爾姆的高鐵耗資20億歐元，因而項目總投資額為48億歐元。
財務分擔協定甫一公布，斯圖加特市長沃尔夫冈·舒斯特就備受市民和政治對手攻擊，被指背棄2004年的競選承諾。2004年舒斯特競選市長時，曾承諾市民若斯圖加特21工程總額超過2億歐元，便動議讓市民公投決定是否動工。而舒斯特也因為綠黨候選人鲍里斯·帕尔默得知該承諾後，退出第二輪投票，並呼籲支持者改投舒斯特，令舒氏方告當選。
2007年10月，綠黨和數個環保組織及其支持者就開始發起反對工程的邀請和公民提請，以求得到2萬名選民支持，斯圖加特市政府便要公投決定工程的命運。雖然提請獲得 67,000 名選民簽名支持，但是否可以通過市民公投來決定工程命運備受懷疑，尤其由法律學者指出，這個工程不是市政府獨資，因此市政府並沒有最終決定權。
當局在2010年初公布進一步的工程計劃，包括拆除火车总站的兩翼。該計劃的出台較2007年初步計劃浮上檯面時，在斯圖加特市民之間，引來更巨大的爭議。當地報紙《斯圖加特新聞報》(Stuttgarter Nachrichten)在2008年4月所做的民意調查顯示，支持與反對呈對分狀態，但到2008年11月，反對的人數上升到64百分點。

### 反對及示威
2008年10月11日，4,000名市民發起了首次遊行示威，反對拆除火车总站和整個斯圖加特21計劃。而反對者往往出身自草根的地方組織，包括綠黨在當地分支「活在斯圖加特」（Leben in Stuttgart），還有環保組織德國環境及自然保育聯盟。他們曾經提出替代方案，保留擁有文化保育價值的舊火车总站和自然保育價值的宮廷花園。宮廷花園是由著名建築師尼古劳斯·弗里德里希·冯·图雷於18世紀設計的作品，是一條連接市中心和內卡河畔的綠化地帶，因此倍受市民所珍惜。另外花園和市內其他公園共同構成一個U字型的綠化地帶，但斯圖加特21的工程將切斷花園和其他公園的連繫，這亦成為了市民反對斯圖加特21工程計劃的理由之一。

### 星期一例行示威

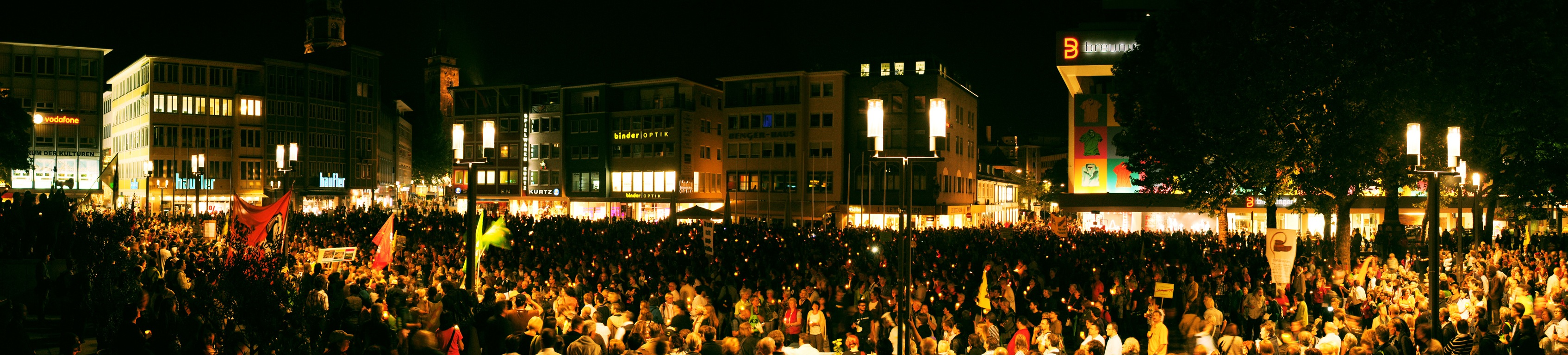
2010年8月13日斯圖加特市政廳前的示威抗議

自2009年11月，反對工程的數千市民，每周一定期在火车总站北方的廣場集會，自此開始了「星期一例行示威」（德語：Montagsdemonstrationen）。
而在工程開工後，示威更擴大到各個動工的地方，在2010年夏季，反對工程的數千市民更在其中一個要清場的工地，斯圖加特宮廷花園集會抗議。
而在2010年7月26日，近50名示威者占據已清空的舊火车总站北翼，當地警方在夜晚清場，部分示威者被控拒捕，全部示威者更被警方以非法闖入罪落案。延至8月28日，當日反對工程集會的人數達到3萬人。

### 版權風波

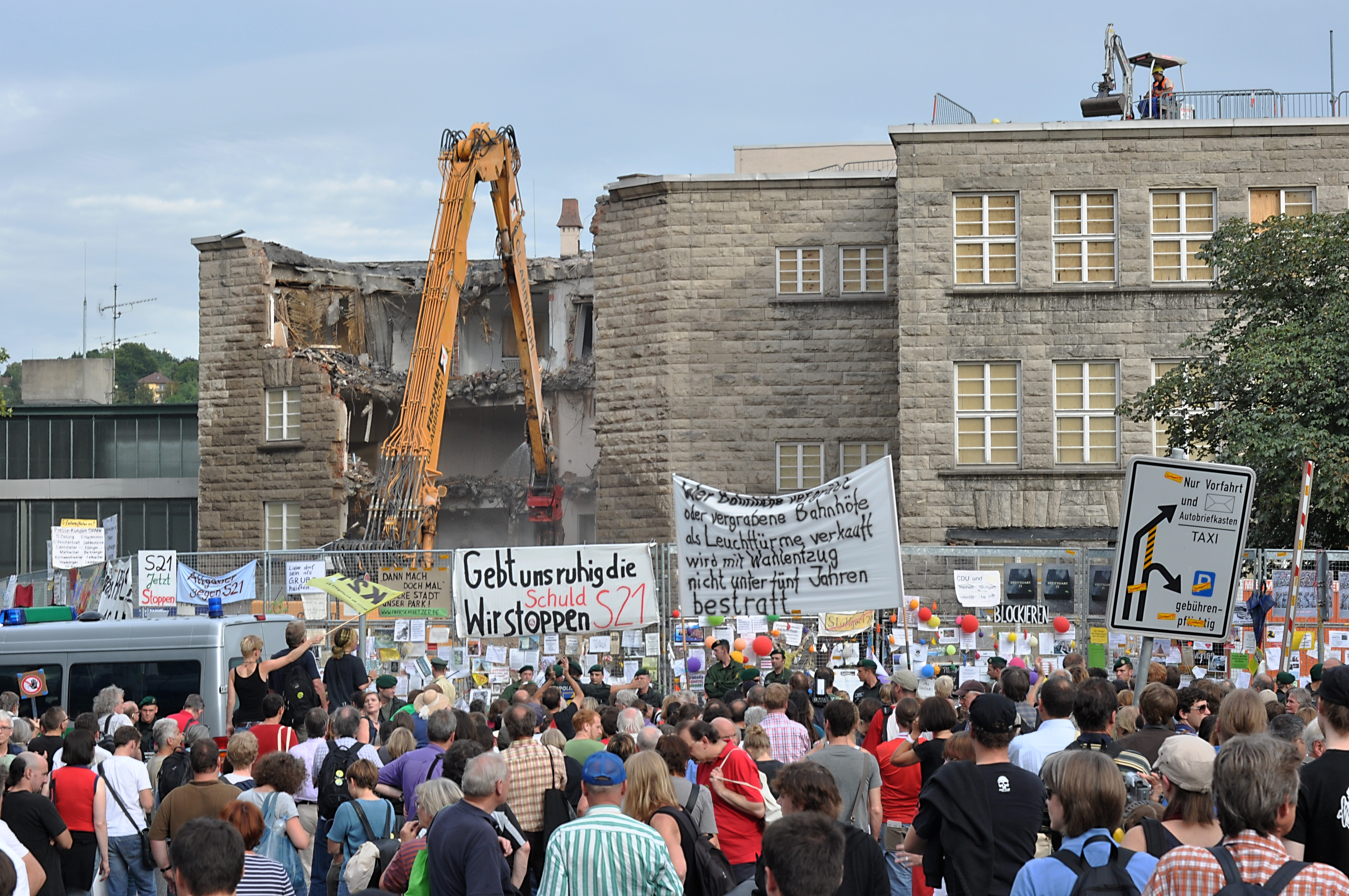
反對工程的示威者於2010年8月26日在火车总站北翼外，抗議當局開始拆除車站

在2010年2月初，斯图加特火车总站的設計者保羅·博納茨的外孫彼得·迪伯斯（Peter Dübbers）以該站設計的版權持有人的身分，入稟斯圖加特地區法院，指當局拆卸車站會影響他的權益，控告德國鐵路侵權。同年5月20日，法院駁回原告所請，並在解釋判決時承認迪伯斯所有的版權，但指出在此工程中，德國鐵路作為斯圖加特火車站的擁有人，其對火車站的改建權應該優先於建築師的版權。延至6月底迪伯斯宣布上訴，上訴排期10月6日開審，但迪伯斯的上訴被斯圖加特高等地區法院駁回。
迪伯斯期望提出該項訴訟能令德國鐵路暫停拆卸工作，直至終審判決出爐，初時更打算向法院申請禁制令，以逼令德國鐵路停工。但在德國鐵路總裁呂迪格·格魯伯指禁制令會導致數以百萬計的損失時，迪伯斯打消了這個念頭。

### 開始拆建

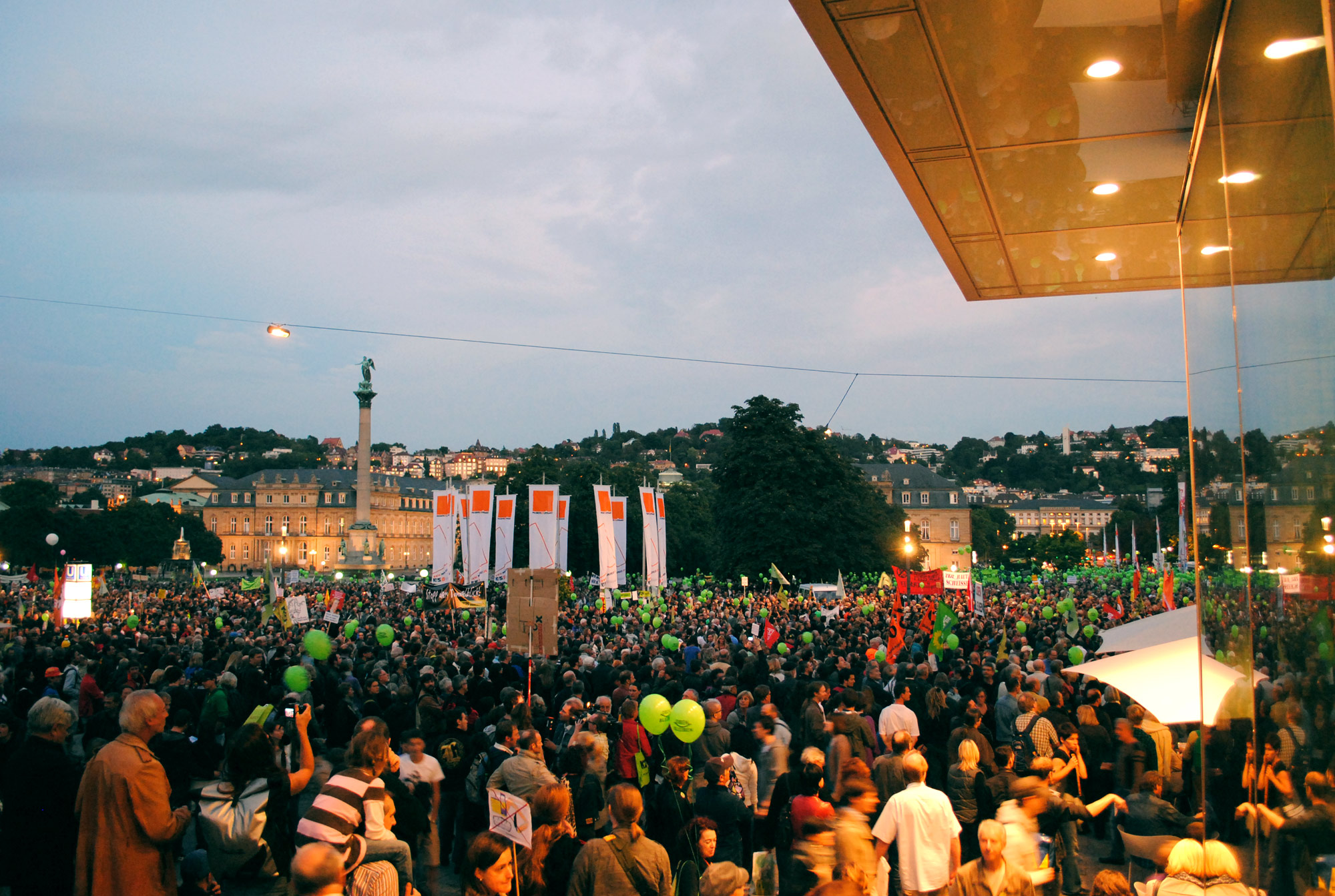
2010年9月10日在宮廷廣場示威集會

當局在2010年7月30日開始拆除火车总站北翼的準備工作，工人在警察保護下開始在建築外圍建起圍欄。2000名市民聞風而至，在工地附近靜坐組成人鏈和路障，導致警方要出動清場。此後，反對工程的團體更在「星期一例行示威」以外，每周末再舉行遊行示威，其中在9月10日，示威者在州議會大樓組成人鏈抗議，組織遊行一方表示有69,112人參與，警方的統計數字則達到3萬5千人。
而在宮廷花園的工程部分，當局計畫要砍伐砍伐不少樹木，但在市民和花園管理員的反對聲浪下，當局被迫保留當中282棵樹。而部分市民更在公園露營守夜，更有當地的環保組織Robin Wood的活躍分子在4棵樹上建屋居住，當局在9月7日一度成功清場。但Robin Wood的成員很快在17日重新奪回樹屋。
而斯圖加特當地的名人更在2010年8月組織起來，發起了「斯圖加特上訴」（Stuttgarter Appell）運動，要求立即停工並就是公投決定工程命運，截至2010年9月20日已經有6.6萬人連署。
2010年9月24日，斯圖加特的天主教牧正出面嘗試調解，邀請支持和反對雙方代表會面。但原定於9月27日第二輪會談，被反對工程的示威團體單方面喊卡，他們指工程方面並沒承諾停止拆卸火车总站南翼的工程和宮廷花園的清理工作，對他們並不公平。

### 衝突升級

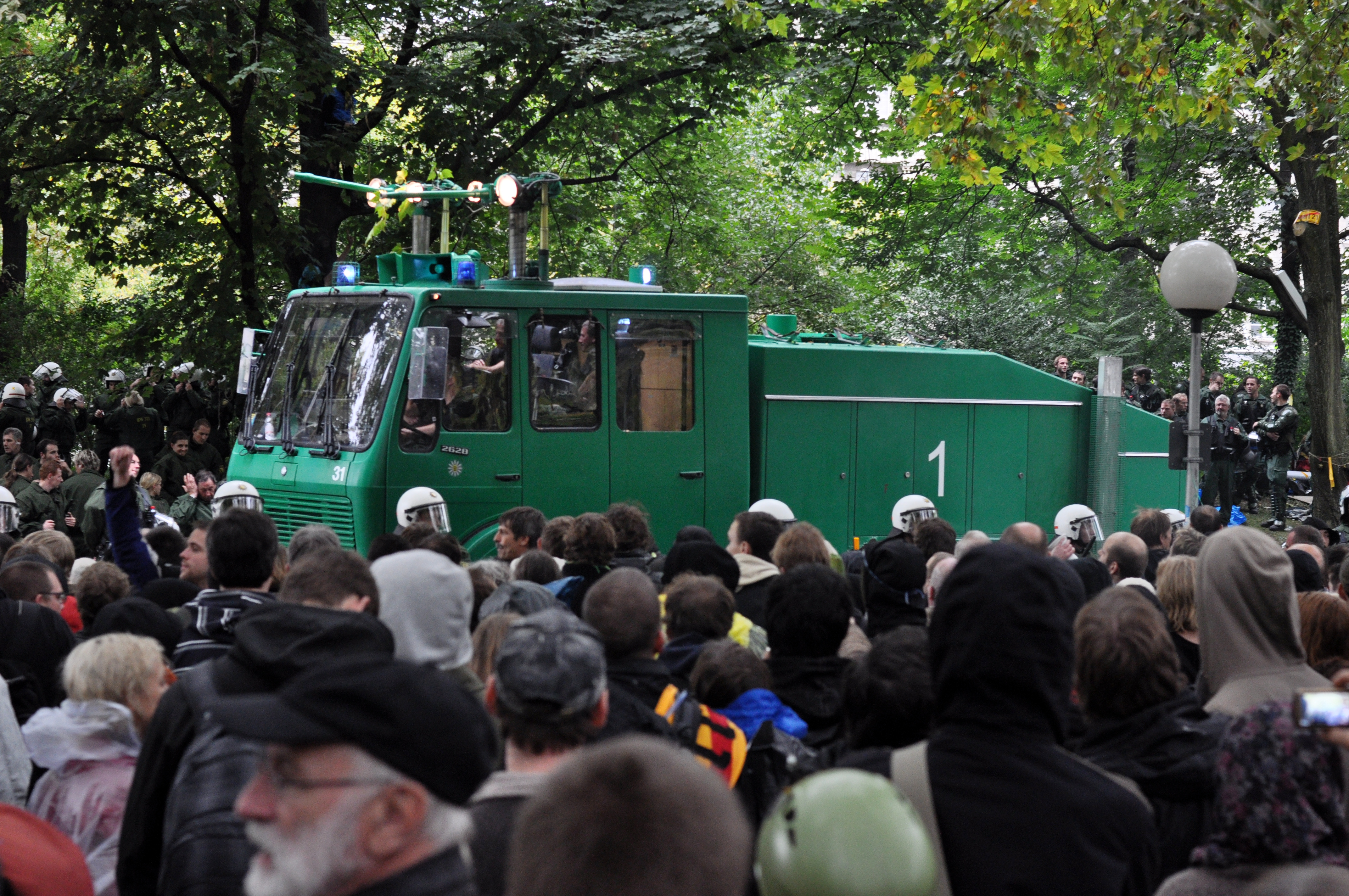
2010年9月30日部署在宮廷花園的警方水砲

延至9月30日，反對工程的示威面對最大規模的警方清場行動。當日示威者在宮廷花園靜坐和堅守樹屋，遭到當地警察和德聯邦當局自莱茵蘭-普法爾茨、北莱茵-威斯特法伦、巴伐利亞和黑森四州調來增援的警察，以警棍、水砲、催淚氣體和胡椒噴霧鎮壓示威，導致400多人受傷。更有兩名示威者被水砲所傷，可能會永久失明。
警方指出，德國紅十字會在現場治理了114名傷者，16人需要救護車送院。當局在清場後，在10月1日開始砍樹，據報宮廷花園中當晚25樹被伐，而工程更需要砍伐282棵樹，還要降低地下水水位。當地警方更拘捕並一度扣留26名，年齡介乎15至68歲的示威者。
德国联邦议院內政委員會在左翼聯盟要求下，將會舉行特別會議討論這次鎮壓，但綠黨和左翼聯盟在議會全會中動議辯論，但動議被否決。衝突過後，有專家指出在計劃清場期間，警察方面建議設法舒緩對立情緒，但警隊上司的內政部忽略該專業意見。該名專家認為，內政部人員應對示威者受傷的情況負責。此次鎮壓導致翌日斯圖加特市至今最大規模的反對斯圖加特21工程的示威遊行，遊行組織方面表示有10萬人參與，而警方指有5萬人參與。

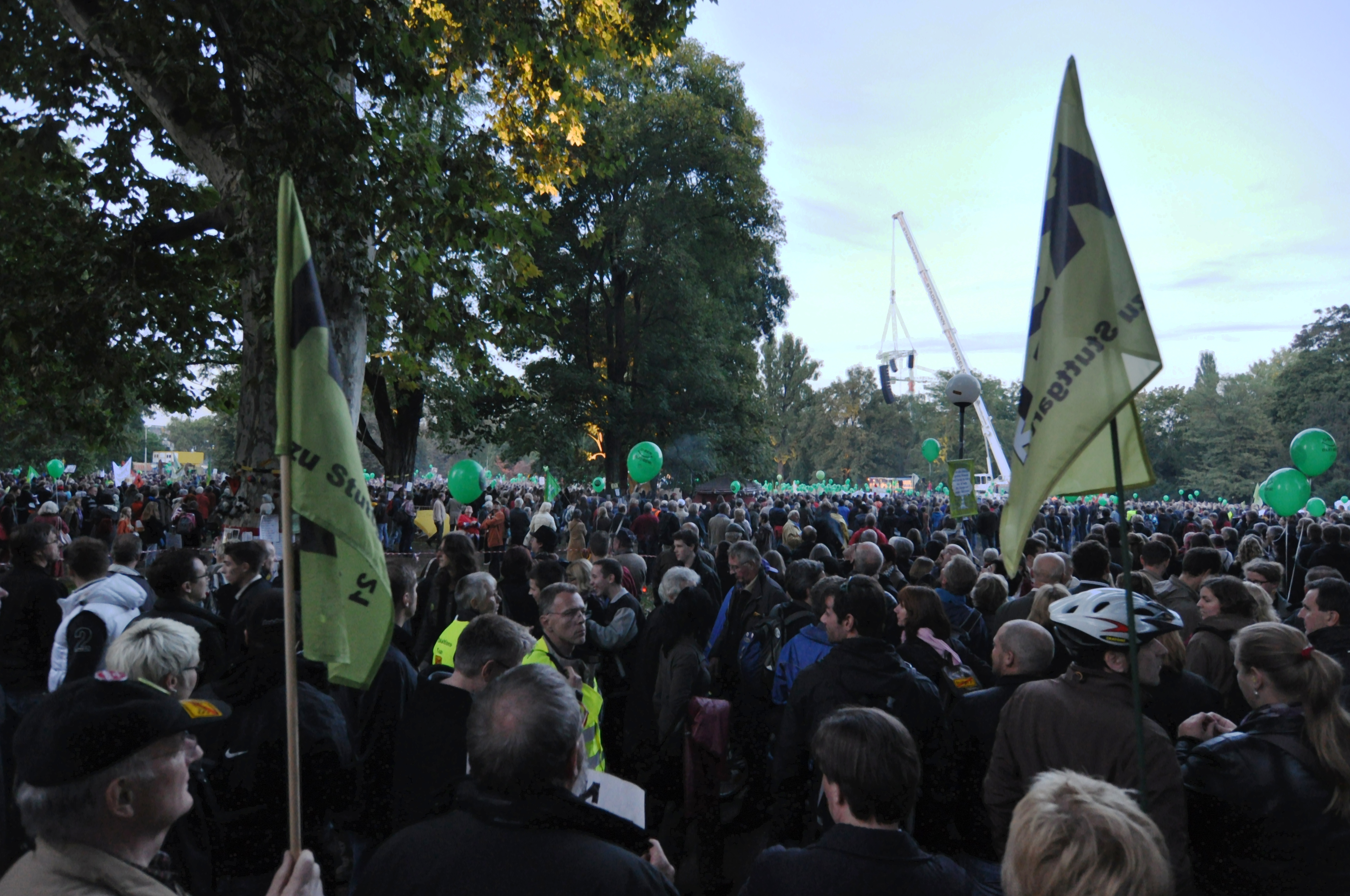
2010年10月1日反對斯圖加特21工程的示威集會現場

另外在近期衝突升級以前，工程計劃起中一個建築師弗赖·奧托（Frei Otto）披露了2003年一份建議停止工程計劃的報告書，指斯圖加特地區的地質並不穩定，不適宜在地下大興土木。部份評論員指工程造價可能漲到187億歐元。 

### 支持
自2010年9月中，支持斯圖加特21的市民也開始組織活動。如一個名為「為斯圖加特向前走」（“Laufen für Stuttgart”）的活動，參與的市民逢週四在宮廷花園內跑步、騎自行車和踩滾軸溜冰來表示支持當局的工程。當地警方指在9月底約有2,000人參與這些活動。

### 調解
2010年10月底，正反雙方同意由海纳·盖斯勒為調解人，召開「S21調解會」（Schlichtung S21），也是德國政治史上第一樁「官民合資重大工程調解案」。調解期間，S21暫停施工。
在一個多月的時間內共召開9次會議 ，會議全程透過電視及網路直播，會議紀錄和錄影在會後數日即整理好上網。從第二次進入計畫的實質分析辯論開始，正反雙方每次各自邀請六到八位專家，攻擊他方的缺失，提出己方的優勢。相關資料都在會議前就公開，讓對方有時間分析並收集可能用於反駁的資料，大眾也能取得。調解人盖斯勒說：「不只人要上會議桌，所有的事實都要上會議桌。」
巴符邦總理和司徒加特市市長多次出席。隨著每次議題不同，邦政府和市政府也增派相關部門的首長參加。
調解會最後由調解人提出建議方案：
- S21計畫（重點在鐵路地下化與通往烏爾姆的新路線）可以進行，但是鑑於辯論過程披露的諸多問題，應該先做大幅的修改；
- 德鐵必須確保運輸能力比現在的極限多出30%；
- 防火和殘障人士的便利性必須提升；
- 不能再砍任何一棵樹，只能移植並保證存活率；
- 德鐵的改善計畫出來之後，還必須再接受公民參與的審查；
- 地下化之後多出來的空地，不能落入房地產投機客手裡，因此必須設立基金會來管理。新的房屋必須是低CO2排放的綠建築，其分配要符合社會多元性與民主正當性。此基金會並且負有提升司圖加特河谷的空氣品質之任務。

對於上述的調解方案，司圖加特市長與巴符邦總理在結辯後的記者會宣布，同意以上要求，並設立管理這塊土地與住宅建設的基金會，打造舉世聞名的平民優質住宅區。司圖加特市長說，S21的計畫應該早點讓公民參與，今後也要將青少年納入考量，因為當2020年計畫完成時，他們也是成人了；這被媒體認為是間接承認決策疏失。

### 公投
2011年11月27日，巴登-符騰堡邦举行全民公投以决定州政府是否应撤回对工程的投资。58.8%的民众反对撤回投资，即是表达了对工程的支持。

## 各方回應

### 德鐵
德鐵總裁吕迪格·格鲁贝（Rüdiger Grube）在2010年9月9日接受西南德廣播公司的訪問，表示對曠日持久的示威浪潮表示震驚，但他強調德鐵和政府要按合約辦事，表示工程不會停工。而整個工程其中一個設計者維爾納·索貝克（Werner Sobek）則表示反對工程的人居心叵測。 而在10月3日，格鲁贝表示市民有權示威，但表示工程的最終決定權在各級議會。

### 政界
時任巴符州長斯特凡·馬普斯（Stefan Mappus）一直表示無條件支持斯圖加特21的工程，社民黨的巴符州分支在2010年9月初表示政府應該舉行公投，令工程更具合理性。
聯邦總理安吉拉·默克爾曾公開表示反對斯圖加特當地公投決定工程的命運，並表示2011年3月的州議會選舉便是對工程的公民投票。在2010年9月25日，她進一步指出斯圖加特21是她的歐洲政策的一部分，而她的歐洲政策不是按照街上有多少人示威而制定。而反對黨社民黨和綠黨隨即批評默克爾的說法，而社民黨主席西格马尔·加布里尔（Sigmar Gabriel）更對其黨支持公投的立場辯護。
而在9月26日，馬普斯州長接受《焦點》（Focus）周刊指出，「相當一部份的專業示威者」，令警察很難堪，會令衝突更激進更暴力。社民黨巴符州支部領導人施密特（Nils Schmid）指此言論很放肆，並將反對者當作罪犯。綠黨當地領袖溫弗里德·克雷奇曼更指馬普斯逼示威者到牆角，官逼民反。系屬自由民主黨的巴符州司法部長乌尔里希·戈尔在10月4日則指反對工程的示威者行為自私，並指他們是「被財富寵壞了」，並為自己的下一代好好著想。而州內政部長黑里贝特·雷希（Heribert Rech）表示，若同意示威者的要求，就意味著德國是「一個輕易放棄民主決定的國家。」
而同樣在10月4日，巴符州環境部長塔尼娅·根纳突然宣布暫停對斯图加特火车总站南翼的拆卸工程，但依然拒絕全面停工。執政聯盟內的自由民主黨在巴符州的分支亦公開提議尋找獨立人士，調解當局和反對工程民中之間的紛爭。聯邦副總理吉多·韦斯特韦勒提議請前東德著名民運人士约阿希姆·高克牧師出面調解，但高克已公開拒絕。 而巴符州議會內的綠黨議員則提議基督教民主聯盟的前秘書長海纳·盖斯勒作為雙方談判的調停人選，
而馬普斯州長公開表示對該建議表示支持。

## 政治影響
德國報章《世界報》（Die Welt）指，斯圖加特21令綠黨在2009年6月首次成為斯圖加特市議會的最大黨。這是德國綠黨首次取得一個代表50萬以上人口的市議會的控制權。而自1972年在斯圖加特執政的基督教民主聯盟在這次市議會選舉中慘敗，最大反對黨社會民主黨的成績也不理想。
而斯圖加特21成為2011年巴登-符腾堡州議會選舉的重要議題，縱使執政的基督教民主聯盟依然是州議會內的最大黨，但由於本屆執政聯盟內的自由民主黨慘敗，令兩黨無力籌組下一屆聯合政府，結束了基民盟對巴登-符騰堡邦自1952年來的連續執政。而綠黨和社會民主黨組成聯合政府，並由新的州議會選出克雷奇曼成為德國有史以來首位綠黨州長。

## 相關
- 反台南鐵路地下化東移自救會 - 臺灣臺南市發生的鐵路地下化工程爭議。

## 外部連結
- 官方網站
- 反對工程的組織： ｢家住斯圖加特」運動 和 斯圖加特｢不用了，謝謝！」運動
- 支持工程的網站 （页面存档备份，存于）
- 反對工程示威的網上直播